# Wetlet
Wetlet (in birmano ဝက်လက်) è una città della regione di Sagaing, in Birmania. Sorge tra i fiumi Mu e Irrawaddy.

## Storia
In origine, nella zona sorgeva l'antica città Pyu di Halin, riconosciuta come patrimonio dell'umanità dall'UNESCO dal 2014. Di Halin sono ancora visibili i resti archeologici, costituiti da un complesso di palazzi in muratura circondati da un muro di mattoni; nel corso del '900 sono effettuati degli scavi che hanno trovato principalmente urne, iscrizioni e statue.
L'insediamento fu di nuovo popolato alla fine del 1800, quando assunse la funzione di area di sosta durante la costruzione della linea ferroviaria. Gli abitanti scavarono un pozzo per fornire acqua alle locomotive a vapore, e attorno alla stazione si sviluppò un piccolo mercato.

## Infrastrutture e trasporti
La città è ubicata sulla principale linea ferroviaria del paese, tra Sagaing e Shwebo, che taglia il paese da nord a sud.